# Kemating (Gemeinde Göming)
Kemating ist ein Dorf und eine Ortschaft in der Gemeinde Göming im Land Salzburg.

## Geografie
Der Ort Kemating liegt rund 800 Meter östlich des Gemeindehauptortes Göming und knapp 1 km nördlich von Dreimühlen und der Oichten auf rund 450 m ü. A. Zur Ortschaft zählen auch die 2 km östlich liegende Rotte Eberharten und der 700 Meter südöstlich befindliche Weiler Furt. Mit Stand von 1. Jänner 2024 hat die Ortschaft Kemating 105 Einwohner.

## Geschichte
Der Name leitet sich vom althochdeutschen kemináta ab, das auf lateinisch caminata (= ‚mit einem Kamin versehen, beheizt‘) zurückgeht. Damit wurde also ein Haus bezeichnet, das – im Gegensatz zu anderen umliegenden – geheizt wurde und daher als Wohnstatt von Menschen diente.
Das Gebiet ist zumindest seit dem Hochmittelalter besiedelt. Im Salzburger Urkundenbuch wird mit dem Eintrag „in loco Cheminatingun“ um 1050 der Ort erstmals urkundlich erwähnt. Zwei weitere Nennungen des Ortes finden sich im 13. Jahrhundert.
Um 1780 wird im Hieronymus-Kataster des Bezirksgerichts Laufen, dem die Gegend damals gerichtlich unterstand, als Katastralgemeinde ein Kematinger Viertel genannt. Auch findet sich um diese Zeit für den Ort die Schreibung Kemathen. Aus der Benennung des Katastergebiets nach diesem Ort ist zu schließen, dass Kemating zu jener Zeit eine größere Bedeutung zukam als späterhin. Denn um 1850 wurden im Land Salzburg die politischen Gemeinden eingerichtet und Göming zum Hauptort gemacht. Kemating ist seitdem Teil dieser Gemeinde.

## Wirtschaft und Verkehr
Die Ortschaft lebt in erster Line von der Landwirtschaft; teilweise werden landwirtschaftliche Produkte ab Hof verkauft. Unweit südlich von Kemating befindet sich ein Betrieb der Tierkörperverwertung. Des Weiteren gibt es in Kemating eine Vertriebsstelle für medizintechnische Produkte.
Kemating liegt an der Göminger Landesstraße (L259) von Oberndorf bei Salzburg nach Nußdorf am Haunsberg und ist an kein öffentliches Verkehrsmittel angeschlossen. Nächste Bahnhaltestelle ist Oberndorf Bahnhof der Salzburger Lokalbahn (rund 1,7 km).

## Kultur

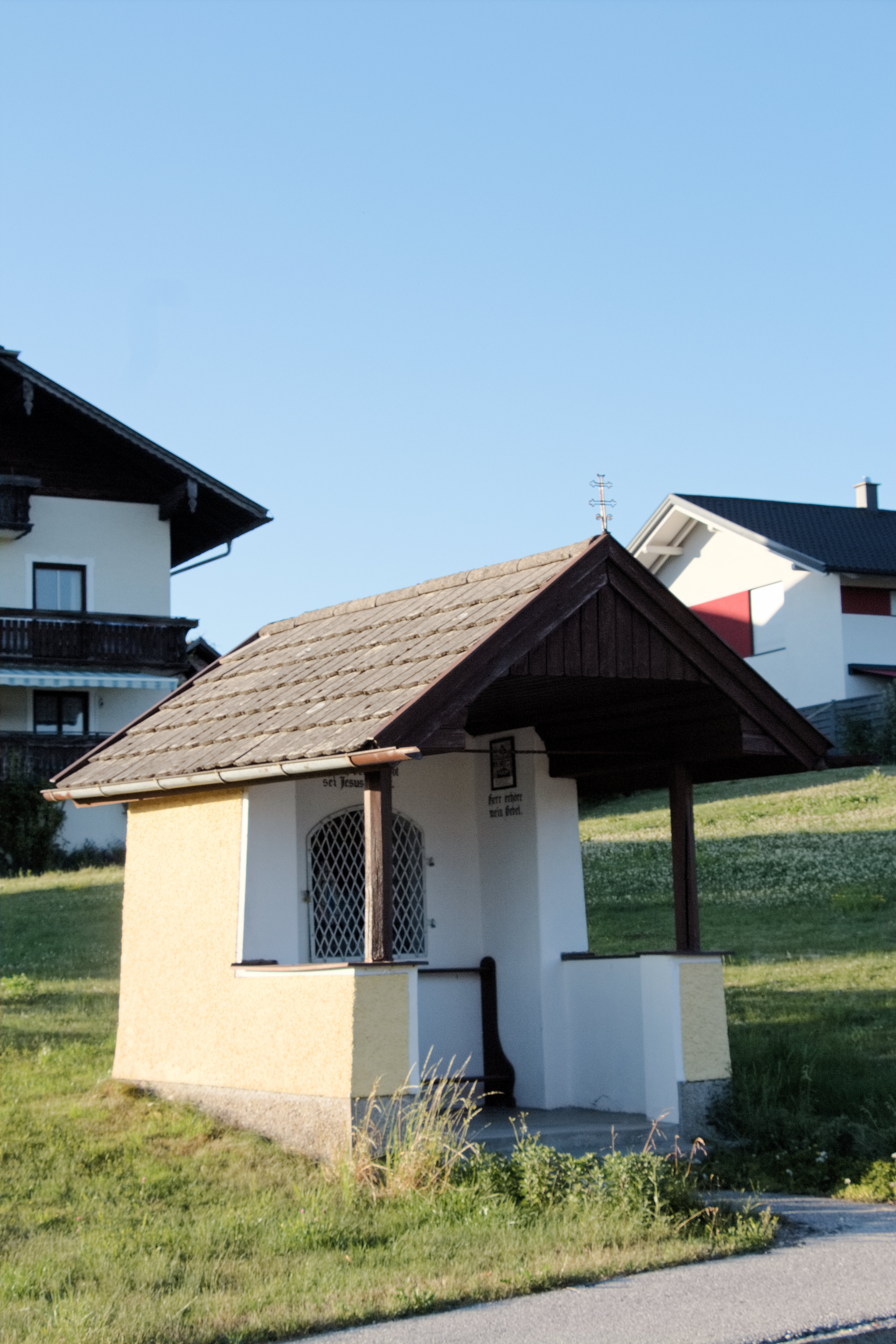
Lippenbauerkapelle

Als Kleinkulturgüter existieren am östlichen Ortsrand von Kemating ein Wegkreuz und am westlichen Ortsrand mit der Lippenbauerkapelle eine Hauskapelle. Das Bauwerk stammt vermutlich aus der Mitte des 18. Jahrhunderts und war ursprünglich ein Holzbau. Die Kapelle wurde 1958 renoviert und umgestaltet sowie neu geweiht. Das auf Holz gemalte Bild zeigt die Krönung Mariens. Ein Gebetstext an der Mauer ruft den heiligen Franz Xaver um Hilfe an.

## Nachweise
1. ↑  Alle Höhen- und Entfernungsangaben lt. amtlichem Salzburger Geografischen Informationssystem (SAGIS).
2. ↑  Statistik Austria: Bevölkerung am 1.1.2024 nach Ortschaften (Gebietsstand 1.1.2024), (ODS, 500 KB)
3. ↑  Zur Quellenlage s. Ingo Reiffenstein und Thomas Lindner: Historisch-Etymologisches Lexikon der Salzburger Ortsnamen (HELSON). Band 1 – Stadt Salzburg und Flachgau, Edition Tandem, Salzburg 2015 (= 32. Ergänzungsband der Mitteilungen der Gesellschaft für Salzburger Landeskunde. ISBN 978-3-902932-30-3, S. 63); zur Wortetymologie s. auch den Eintrag Kemenate in: Kluge. Etymologisches Wörterbuch der deutschen Sprache, bearbeitet von Elmar Sebold, 24., durchgesehene und erweiterte Auflage, Berlin: de Gruyter 2002 (CD-ROM).

Dieselbe Wortgeschichte gilt auch für den Ort Kemating (Gemeinde Bergheim) im selben Bezirk und vermutlich für alle anderen Orte namens Kemating, Kematen und Kemathen, die allesamt im südbayrischen sowie vorwiegend westösterreichischen und im Südtiroler Raum liegen.
4. ↑  Lippenbauer-Kapelle in Kemating. Abgerufen am 20. Februar 2019.